# Nogometni klub Ponikve
Il Nogometni klub Ponikve (club calcistico Ponikve), conosciuto semplicemente come Ponikve, è una squadra di calcio di Stenjevec, un quartiere di Zagabria, la capitale della Croazia.

## Storia
La fondazione del Ponikve avviene nel 1945 come sezione calcio del ŠD Ponikve ed i referenti sono D. Orejaš e B. Žerjav; il primo presidente (nel 1953) è J. Horvat. I migliori risultati sono la vittoria della Kup ZNS nel 1975 (la coppa di Zagabria), il primo posto nella Zagrebačka regijia nel 1984 (il campionato regionale di Zagabria), i piazzamenti in Treća HNL e Druga HNL e la promozione in Prva HNL. I giocatori di maggior successo: J. Marković, T. Markulin, I. Orešković, I. Ružak, J. Zdunić, A. Krešan, I. Masnjak, Z. Glasnović, B. Borošak, D. Lekšić. I dirigenti più meritevoli: S. Hadrović, M. Milojević, Z. Fernežir, A. Kondres, V. Šipković, I. Tomek, V. Papež, I. Jarnjak, F. Božić, Z. Greblički, A. Glasnović, I. Jurišan , M. Božinović, M. Kondres e D. Štimac.
La prima partita del Ponikve è una amichevole nel 1945 contro una rappresentativa militare (sconfitta 1–2) e la prima formazione è la seguente : Bruno Žerjav, Ivan Podgoršek, Josip Marković, Željko Zlatić, Nikola Svetličanin, Drago Brož, Franjo Dukanović, Viktor Vuletić, Zvonko Rupčić, Anton Potočnik ed Erich Štrukel. A fine anno disputa un'altra amichevole, stavolta contro la Dinamo Zagabria, e la sconfitta è per 0–5.

## Palmarès

### Competizioni regionali
- Treća nogometna liga: 1

2017-2018 (girone Centro)

## Strutture

### Stadio
Il Ponikve disputa le partite casalinghe al Športsko rekreacijski centar Ponikve (centro sportivo ricreativo Ponikve), un impianto da 1500 posti.

## Tifosi
I tifosi più accesi sono i Vješala Gajnice.